# Lijst van trainers van PEC Zwolle (vrouwen)
Sinds de toetreding van PEC Zwolle tot het vrouwenvoetbal in 2010 heeft de club 7 train(st)ers gehad. De eerste trainer was Bert Zuurman. De huidige trainer Jim Brinkhof is sinds het seizoen 2024/25 de hoofdtrainer. Joran Pot is de enige trainer die tweemaal voor de voor de groep heeft gestaan.

## Lijst van trainers
| Trainer                                                          | Trainer               | Periode         | Periode         | Statistieken | Statistieken | Statistieken | Statistieken | Statistieken | Statistieken | Statistieken | Statistieken | Erelijst | Opmerkingen                                                                                          |
| Nat.                                                             | Naam                  | Van             | Tot             | GW           | W            | G            | V            | PT           | DV           | DT           | % Winst      | Erelijst | Opmerkingen                                                                                          |
| ---------------------------------------------------------------- | --------------------- | --------------- | --------------- | ------------ | ------------ | ------------ | ------------ | ------------ | ------------ | ------------ | ------------ | -------- | --- |
| Vlag van Nederland                                               | Bert Zuurman          | 1 juli 2010     | 1 maart 2013    | 57           | 12           | 11           | 34           | 47           | 86           | 149          | 21,05%       | —        | Eerste trainer van PEC Zwolle                                                                        |
| Vlag van Nederland                                               | Sebastiaan Borgardijn | 2 maart 2013    | 30 juni 2016    | 88           | 25           | 11           | 48           | 86           | 144          | 220          | 28,41%       | —        | Tweede plaats Women's BeNe League B (2012/13)                                                        |
| Vlag van Nederland                                               | Carin Bakhuis         | 1 juli 2016     | 12 januari 2017 | 14           | 1            | 2            | 11           | 5            | 13           | 34           | 07,14%       | —        | — |
| Vlag van Nederland                                               | Joran Pot             | 13 januari 2017 | 30 juni 2017    | 13           | 2            | 1            | 10           | 7            | 22           | 40           | 15,38%       | —        | Interim-trainer                                                                                      |
| Vlag van Nederland                                               | Wim van der Wal       | 1 juli 2017     | 30 juni 2019    | 48           | 15           | 9            | 24           | 54           | 90           | 107          | 31,25%       | —        | Beste eindklassering Eredivisie (4e, 2017/18), Finalist KNVB beker (2018/19)                         |
| Vlag van Nederland                                               | Joran Pot             | 1 juli 2019     | 30 juni 2022    | 56           | 16           | 15           | 25           | 63           | 78           | 109          | 28,57%       | —        | Het seizoen 2019/20 werd niet volledig afgemaakt door de coronacrisis.                               |
| Vlag van Nederland                                               | Roeland ten Berge     | 1 juli 2022     | Niet begonnen   | 0            | 0            | 0            | 0            | 0            | 0            | 0            | 0,00%        | —        | Ten Berge maakte een maand na het aanstellen de overstap naar de technische staf van Go Ahead Eagles |
| Vlag van Nederland                                               | Olivier Amelink       | 15 juli 2022    | 30 juni 2024    | 42           | 16           | 14           | 17           | 57           | 62           | 78           | 38,10%       | —        | — |
| Vlag van Nederland                                               | Jim Brinkhof          | 1 juli 2024     | 30 juni 2025    | 22           | 3            | 5            | 14           | 14           | 15           | 44           | 13,64%       | —        | — |
| Vlag van Nederland                                               | Gert Peter de Gunst   | 1 juli 2025     |                 |              |              |              |              |              |              |              |              | —        | — |
| Nat.                                                             | Naam                  | Van             | Tot             | GW           | W            | G            | V            | PT           | DV           | DT           | % Winst      | Erelijst | Opmerkingen                                                                                          |
| Trainer                                                          | Trainer               | Periode         | Periode         | Statistieken | Statistieken | Statistieken | Statistieken | Statistieken | Statistieken | Statistieken | Statistieken | Erelijst | Opmerkingen                                                                                          |
| Tabel voor het laatst bijgewerkt tot en met het seizoen 2024/25. |                       |                 |                 |              |              |              |              |              |              |              |              |          | |

* Alleen wedstrijden in de competitie zijn meegenomen als Gespeelde Wedstrijden

## Statistieken

### Nationaliteiten
| Trainer       | Trainer |
| Nationaliteit | Aantal  |
| ------------- | ------- |
| Nederland     | 10      |